# Tipula (Acutipula) sichuanensis
Tipula (Acutipula) sichuanensis is een tweevleugelige uit de familie langpootmuggen (Tipulidae). De soort komt voor in het Palearctisch gebied.